# Lo Tossal (l'Albagés)
Lo Tossal és una muntanya de 398 metres que es troba al municipi de l'Albagés, a la comarca catalana de les Garrigues.